# Кавіюваті
Кавіюва́ті (Cavioidea) — надродина гризунів з підряду Їжатцевиді  (Hystricomorpha), одна з найбільш екзотичних і відомих.

## Родинний склад
Надродина включає 4 родини, які поділяють на 10 родів:
- родина Кавієві (Caviidae) — 6 родів і 18 видів
- родина Пакові (Cuniculidae) — 1 рід і 2 види
- родина Агутієві (Dasyproctidae) — 2 роди і 13 видів
- родина Пакаранові (Dinomyidae) — 1 рід і 1 вид.

## Типові представники

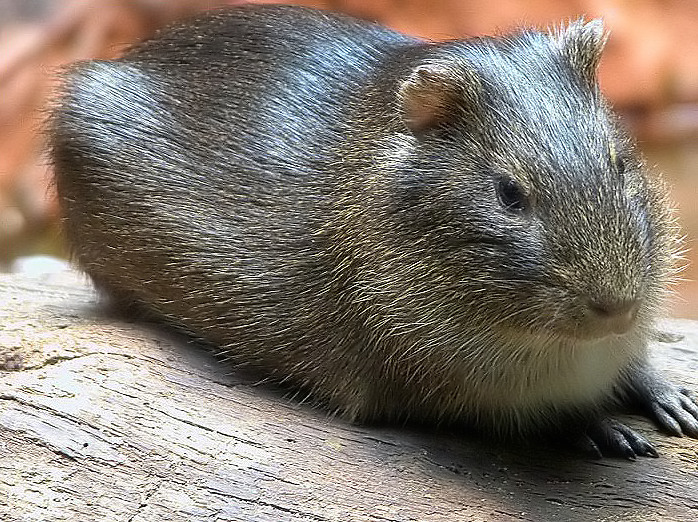
Кавієві: Кавія бразильська (Cavia aperea)
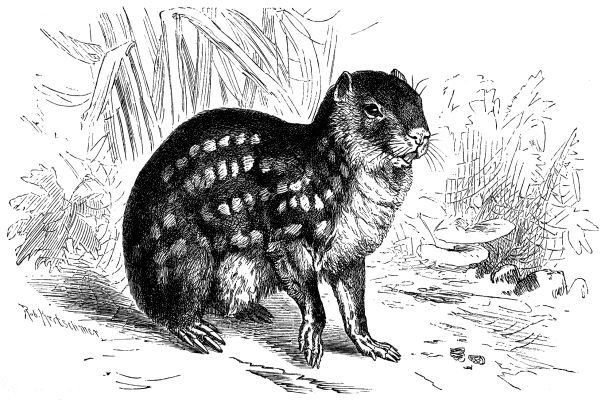
Пакові: Пака низинна (Cuniculus paca)
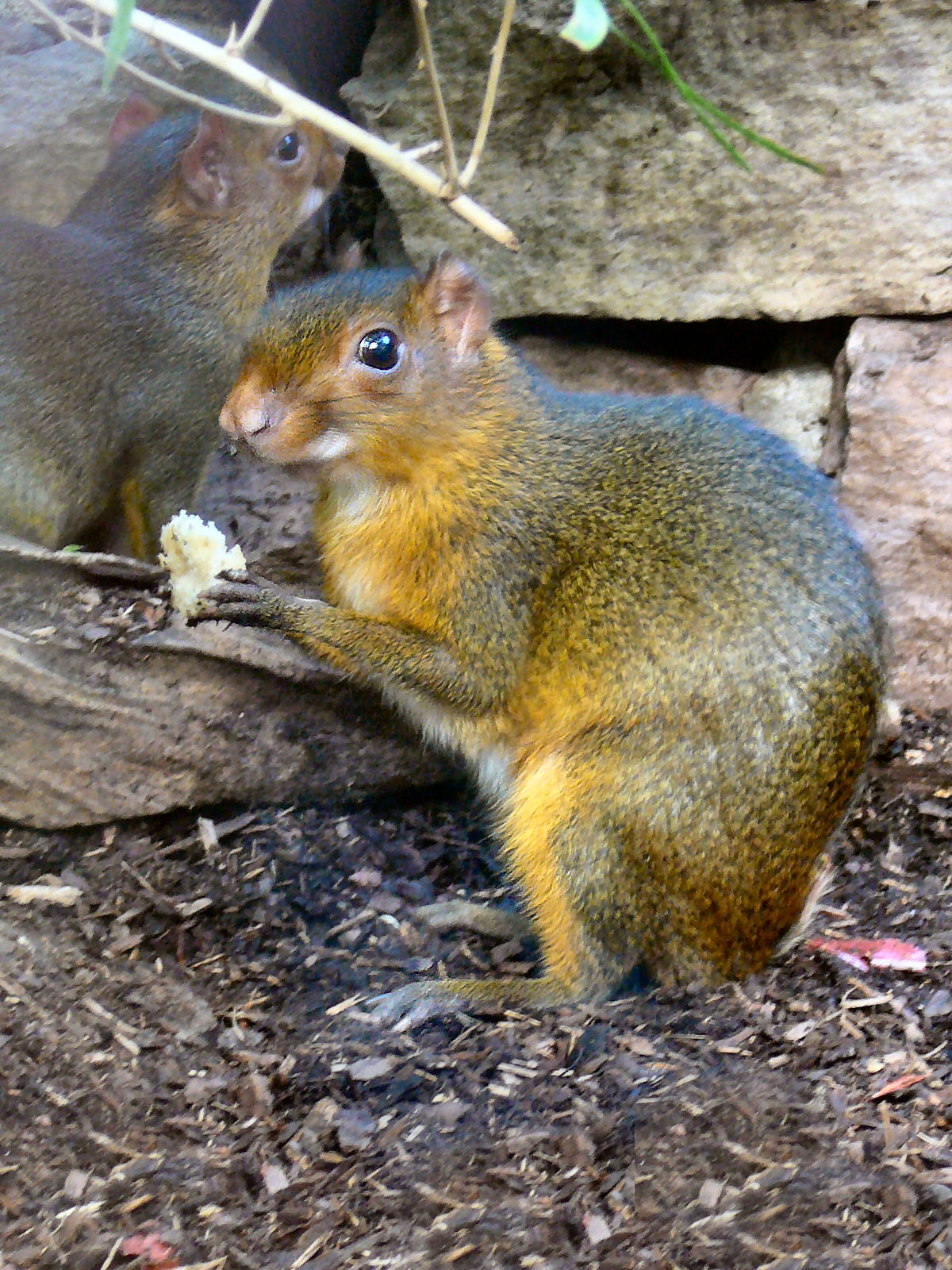
Агутієві: Акучі зелений (Myoprocta pratti)
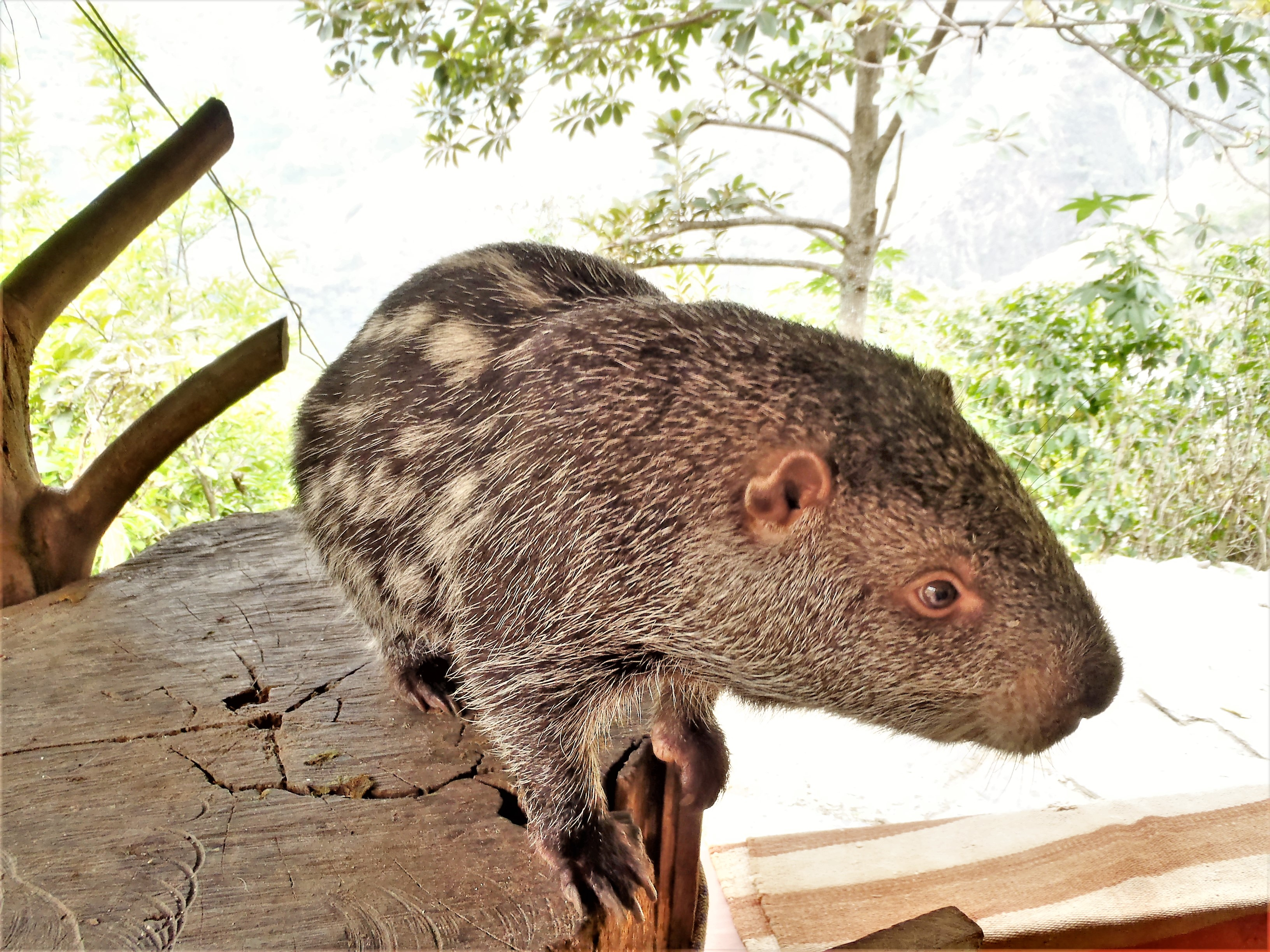
Пакаранові: Пакарана (Dinomys branickii)

## Кавіюваті в Україні (у культурі)
Кавіюваті — екзотична група, поширена у Новому Світі і відсутня у фауні Європи. Попри це, багато видів цієї надродини утримують у неволі завдяки низці особливостей: спокійна поведінка, легке розмноження, переважна рослиноїдність, невибагливість тощо.
Найвідомішими представниками надродини, яких утримують в домашніх умовах, є кавії, або «морські свинки», тварини, що не мають жодного стосунку до моря або свиней. Привезені в Європу у 16 ст., вони стали бажаними «живими іграшками» міських жителів, яким не вистачає спілкування з живими істотами.
Кавій нерідко випускають в природу, що у концепції біологічних інвазій кваліфікується як «втеча з культури». Такі описи відомі для багатьох країн. Вперше на це було звернуто в монографії М. Шидловського «Гризуни Закавказзя» (1976). Знаходили кавій і в Україні та інших країнах, звичайно у кормових залишках хижих птахів.

## Виноски
1. ↑  монографія «морская свинка», Москва, 2000 (PDF). Архів оригіналу (PDF) за 22 лютого 2014. Процитовано 26 липня 2011.
2. ↑  Адвентивна теріофауна України і значення інвазій в історичних змінах фауни та угруповань (PDF). Архів оригіналу (PDF) за 21 лютого 2014. Процитовано 26 липня 2011.
3. ↑  Шидловский М. В. 1976. Определитель грызунов Закавказья. //Изд. второе. «Мецниереба», Тбилиси: 255 с.